# イェンス・フィンク＝イェンセン

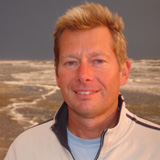
イェンス・フィンク＝イェンセン

イェンス・フィンク＝イェンセン（Jens Fink-Jensen、1956年12月19日 - ）は、デンマークの詩人、作家、写真家、作曲家、建築家。コペンハーゲン出身。詩集、短編小説、児童図書などを中心に著述。デンマーク国内外の詩集、雑誌、新聞に詩や短編小説、記事を寄せている。
音楽祭や文学際、学校、図書館など様々な場所で、詩の朗読と音楽（シンセサイザーやサックス）、スライドショーを組み合わせたマルチメディア・パフォーマンスを行っている。

## 著書・出版物
- Verden i et øje (瞳の中の世界）詩集 1981年
- Sorgrejser （嘆きの旅）詩集 1982年
- Dans under galgen （絞首台でのダンス）詩集 1983年
- Bæsterne (野獣）短編小説 1986年
- Nær afstanden （隔たりの近く）詩集 1988年（1999年にアラビア語訳出版）
- Jonas og konkylien (ジョナスと巻貝）児童図書 1994年（絵：Mads Stage)
- Forvandlingshavet（変化の海）詩集 1995年
- Jonas og himmelteltet（ジョナスと空のテント）児童図書 1998年（絵：Mads Stage)
- Alt er en åbning （全ては始まり）詩集 2002年
- Syd for mit hjerte. 100 udvalgte kærlighedsdigte  詩集 2005年

## 受賞歴
- デニッシュ・アーツ財団 1982年
- デンマーク文化省 1992年
- デンマーク文学カウンシル 1997年、1998年

## 写真・展示
デンマーク、ノルウェー、スウェーデンにて写真展示会を開催。
- 北京のイメージ - 中国の首都の人々や風景の写真。アムネスティインターナショナルにより配布。
- 南の船 - 地中海およびヨーロッパやモロッコの大西洋岸の、小型釣船や人々、風景の写真。
- ヨーロッパ西海岸 - デンマークのユトランド半島からジブラルタルまでの7000キロを超えるヨーロッパ大陸西海岸の旅（2003年秋と2004年春）に基づき、ヨーロッパ西海岸の文化の相違点・類似点を描写する展示会（と、できれば本の出版）を計画中。